# Вандајвер (Мисури)
Вандајвер (енгл. Vandiver) град је у америчкој савезној држави Мисури.

## Демографија
По попису из 2010. године број становника је 71, што је 12 (-14,5%) становника мање него 2000. године.
| Група             | 2000.      | 2010.       |
| Белци             | 81 (97,6%) | 71 (100,0%) |
| Афроамериканци    | 0 (0,0%)   | 0 (0,0%)    |
| Азијати           | 0 (0,0%)   | 0 (0,0%)    |
| Хиспаноамериканци | 0 (0,0%)   | 0 (0,0%)    |
| Укупно            | 83         | 71          |